# Bombus filchnerae
Bombus filchnerae là một loài Hymenoptera trong họ Apidae. Loài này được Vogt mô tả khoa học năm 1908.